# Clara H. Hasse
Clara Henriette Hasse (1880–10 de octubre de 1926) fue una micóloga, botánica, y horticultora estadounidense, cuyas investigaciones se centraron en la fitopatología. Su artículo "Pseudomonas citri, causante del cancro cítrico", publicado en 1915, en el Journal of Agricultural Research, fue el primero en identificar la causa del cancro cítrico y condujo al desarrollo de métodos para el control de la enfermedad que salvó los cultivos de cítricos en Florida, Alabama, Texas, Misisipi y a su eliminación.
Graduada de la Universidad de Míchigan en 1903, fue a Washington D. C. para tomar un cargo como asistente de horticultura y botánica en la Oficina de Producción Vegetal del U.S. Department of Agriculture a las órdenes de Erwin Frink Smith, el jefe de fitopatología del USDA. Hasse fue una de las veinte asistentes que Smith contrató durante su permanencia en el USDA. Más tarde trabajó en la Estación Experimental Agrícola de Florida. Hasse falleció en su hogar en Muskegon, en Míchigan, a los 46.
- La abreviatura «C.H.Hasse» se emplea para indicar a Clara H. Hasse como autoridad en la descripción y clasificación científica de los vegetales.[5]